# Галицијска коза
Галицијска коза је раса козе пореклом из Галиције. У 2012. години популација ове расе је бројала 622 козе (514 женки и 108 мужјака) дистрибуираних у 64 сточарске фарме. То су животиње које су добро прилагођене животној средини и према Invesaga (истраживање здравља животиња Галиције), оне су отпорније на инфекције од других раса коза, нпр. паразита црне јетре.

## Географска дистрибуција
Уопштено гледано, галицијске козе су расуте по планинским подручјима, углавном у покрајинама Луго и Оренсе.

## Морфологија
Галицијске козе имају изражен полни диморфизам. Њихово крзно је боје махагоније или плаве различитих тоналитета, а јединке код којих су присутне беле мрље не сматрају се галицијским козама. Рогови женке се пружају ка уназад. Код мужјака су рогови у облику пужева, издужени и већи од оних код женки.
Мужјаци имају браду, а понекад се такође појављује и код женки. Мужјаци су већи од женки, достижу висину до 75 центиметара и тежину од 70 килограма у просеку. Женке имају висину од 65 центиметара и теже око 55 килограма.